# Шталхелм
Шталхелм је фамилија немачких шлемова по којима је немачки војник био препознатљив.Оригинални Шталхелм дизајниран је током Првог светског рата, када је уведен под ознаком M16, у време када су бројне Европске војске појачале заштиту својих војника. Употреба шлемова Шталхелм је настављена и касније те су се ови шлемови у  Немачкој војсци могли видети до почетка 1960их. Поред Немачке, Шталхелм су користиле и друге земље, углавном немачки савезници или оне земље које су куповале немачку опрему.
Југословенска народна армија је након Другог светског рата користила преправљене немачке Шталхелме.